# Тања Деман
Тања Деман (Сплит, 1982) хрватска је мултимедијална умјетница. Радила је углавном у медију сложених свјетлосних инсталација, а временом се фокусирала на фотографију, фото колаж и видео, а након завршетка школовања  на вајарство. Једна је од најпознатијих хрватских умјетница млађе генерације у свету. 

## Биографија
Рођена је 1982. године у Сплиту. Школовала се на Академији ликовних умјетности у Загребу. Дипломирала је 2006. на одсеку за вајарство. Током студија и након студија, похађала је бројне студијске и резиденцијалне боравке у иностранству, попут Индијског универзитета у Пенсилванији у САД, где се заинтересовала за рад са свјетлошћу.  Завршила је постдипломске студије на медијима заснованим на сочивима на Институту Пјет Зварт у Ротердаму.  Боравила је у резиденцијама у Бечу, Швандорфу, Јоханезбургу, Сарбрикену и Линцу.  Излаже од 2000. године.  Излагала је групно и самостално у Европи, Америци и Африци. Своје видео радове приказала  је на неколико међународних фестивала. Последњих година повремено држи предавања о свом раду и учествује у јавним расправама поводом разних изложби. Последњих година учинила је више у виду серија, а друге у облику једнократних „ инсталација специфичних за место у јавном простору са нагласком на фотографију или колаж. Њени чести мотиви у радовима су јавни базени . Вреди поменути монументалну инсталацију Љетње радости (Sommerfreuden)  у Бечу, специфичну за ово место.  То је репродукција  фото колажа којом  је омотан први бечки пословни небодер Рингтурм. Фото колаж се састоји од низа фотографија снимљених у Сплиту на Пољуду, Брдима и Мертојаку. 
Служи се медијима фотографије и видеа, „проучавајући психологију околине кроз дела архитектуре, неравне пејзаже и дочаравајући филмске амбијенте, посматрајући динамику друштвено-политичког урбаног простора у којем живимо, у поређењу са оним који смо наследили. "  Чланица је ХУЛУ-а Сплит . 

## Награде
Добитница је више награда а од награда у Хрватској издваја се награда публике на изложби Т-ХТнаграда@МСУ.хр 2008. године и улазак у финале Награде Радослав Путар исте године. 